# Shikotsu-Tōya-Nationalpark
Der Shikotsu-Tōya-Nationalpark (japanisch 支笏洞爺国立公園 Shikotsu Tōya Kokuritsu Kōen) ist ein Nationalpark auf Hokkaidō. Der am 16. Mai 1949 gegründete Nationalpark erstreckt sich über eine Fläche von 994,73 km². Der Nationalpark ist mit der IUCN-Schutzkategorie II klassifiziert. Das japanische Umweltministerium ist für die Verwaltung des Nationalparks zuständig.

## Parkgebiet
Das Parkgebiet teilt sich in drei separate Teilflächen auf. Darunter die Flächen um die beiden namensgebenden Caldera-Seen Shikotsu und Tōya und eine dritte Fläche um den Schichtvulkan Yōtei. 

## Flora und Fauna
Der Mischwald im Nationalpark dient einer Vielzahl von Tier- und Pflanzenarten als Lebensraum.
- Ledum palustre subsp. diversipilosum var. nipponicum
- Alnus crispa subsp. maximowiczii
- Pennellianthus frutescens
- Arcterica nana
- Quercus crispula
- Ussuri-Braunbär (Ursus arctos lasiotus)
- Streifenhörnchen (Tamias sibiricus)

## Tourismus
Innerhalb eines Jahres haben zuletzt (Stand 2013) 9,9 Millionen Personen den Nationalpark besucht.

## Galerie

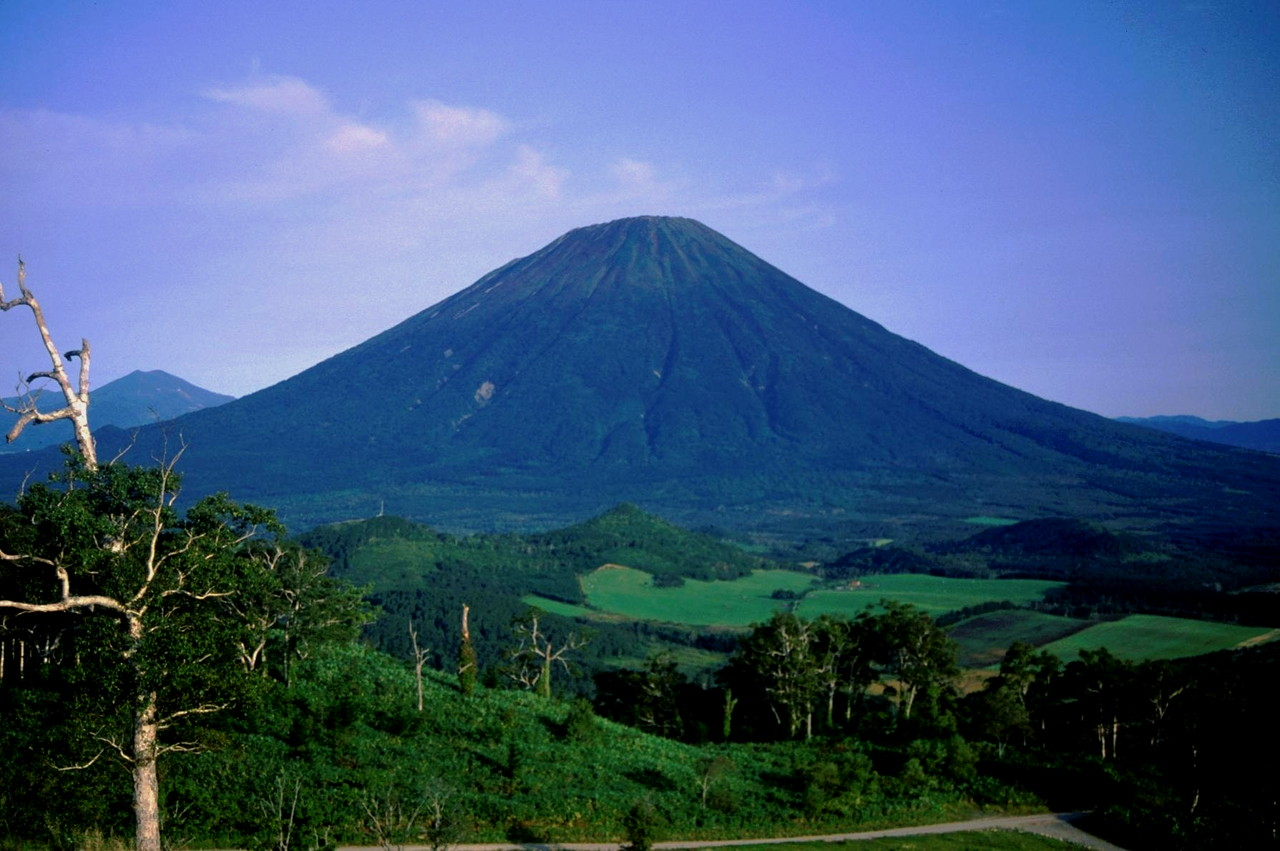
Vulkan Yōtei
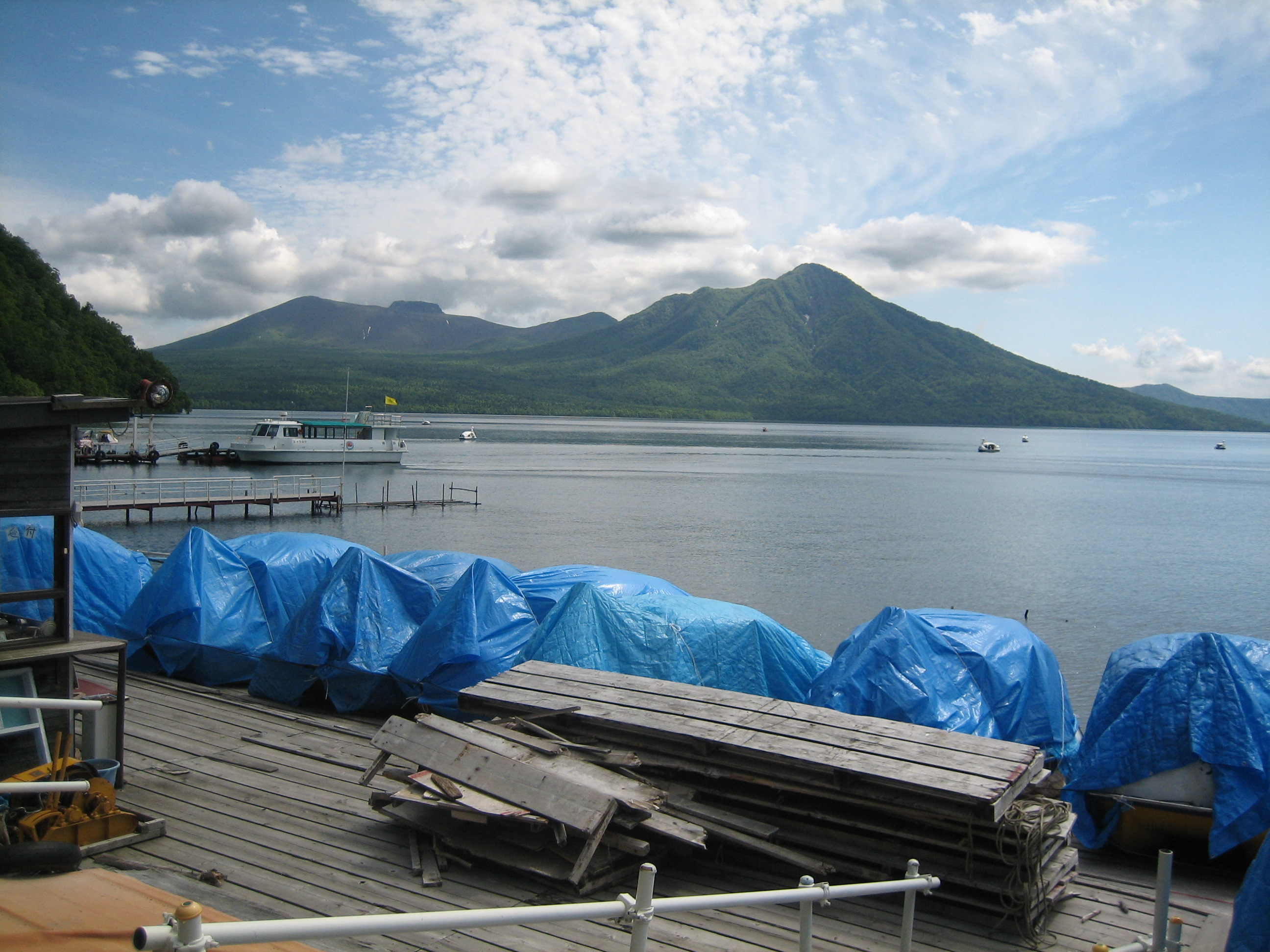
Vulkan Tarumae
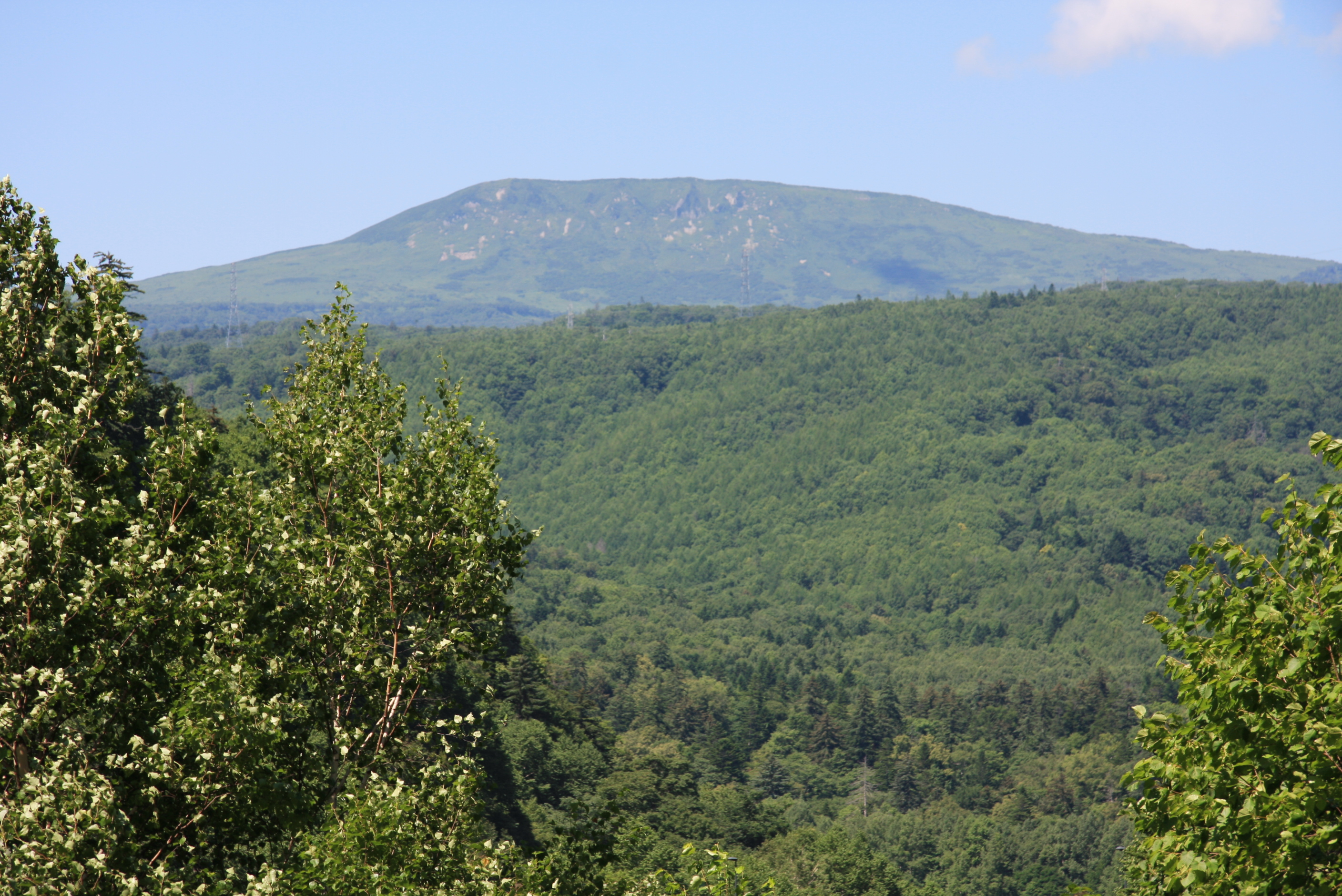
Ausgedehnte Wälder im Nationalpark
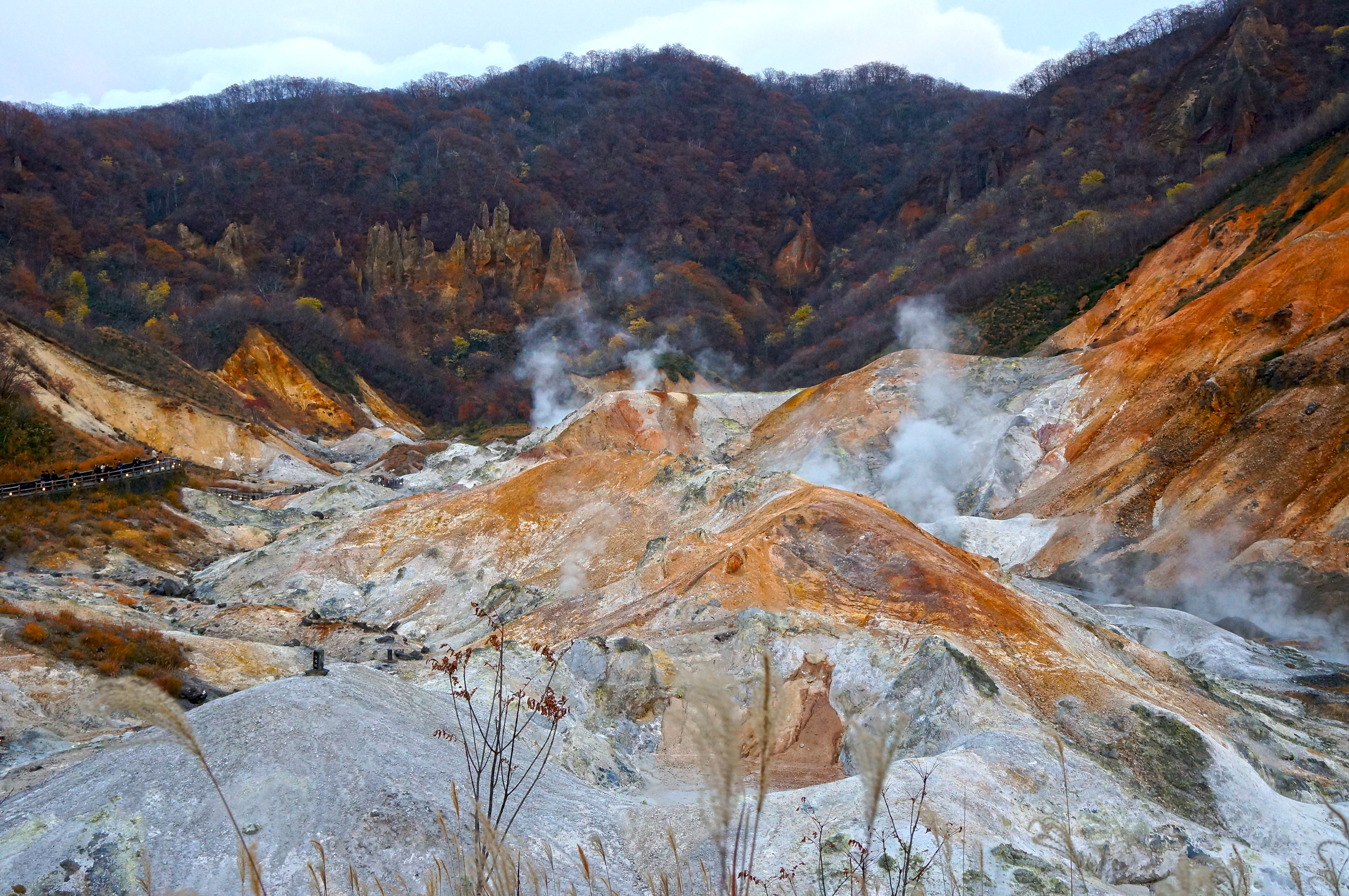
Noboribetsu Onsen